# Melaleuca glauca
Melaleuca glauca là một loài thực vật có hoa trong Họ Đào kim nương. Loài này được Domin mô tả khoa học đầu tiên năm 1928.